# 銀メダル

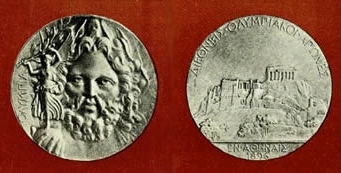
1896年アテネオリンピックの銀メダル

銀メダル（ぎんメダル）は、スポーツや音楽などの競技会・競演会（コンクール）において、各部門中、2番目の成績をあげた個人または団体に対し、その栄誉を称えて授与される賞牌である。二等賞メダル（にとうしょうメダル）、シルバーメダルなどともいう。
ただし、第1回近代オリンピックにあたる1896年アテネオリンピックでは、優勝者に銀メダル、準優勝者に銅メダルが贈られた。

## 二番の常連

### 無冠の帝王
一等賞や優勝という最高成績を一度も収めることなく、それでいて二等賞や準優勝という好成績を何度も記録する者がいる。
普段の実力・底力を優勝者以上に評価されているにかかわらず、極めて評価の高い競技大会に限っては一等賞や優勝に輝くことができない、そのような者を指して、月桂冠のような勝利者に授けられる「冠」を被ったことがない最高実力者という意味合いで、スポーツの分野などでは、日本語で「無冠の帝王（むかんのていおう）」という。英語では "uncrowned king" という。

### 万年二位
万年二位（まんねん にい）という表現もあるが、最高実力者と認められていてこそ呼ばれる「無冠の帝王」と違って、こちらは「最高実力者に勝つことができない、二番手の実力者」という含みがあり、すなわち、揶揄する表現である。「永遠の二番手」という表現もある。

### シルバーコレクター
貴金属の社会的価値に準じた金・銀・銅に象徴される順位付けにおける、「銀」ばかりをコレクションしている者という意味で、「シルバーコレクター（和製英語：silver collector）」という表現もある。この表現で呼ばれる者は、「無冠の帝王」と違ってその分野の最高実力者とは限らない一方で、「万年二位」と呼ばれる者のように完全に二番手に甘んじているわけでもない。優勝するだけの能力を持ちながらも運に恵まれない者もいれば、底力を発揮しさえずれば優勝できるのに肝心のところで精神的脆弱さを露呈してしまう者もいる。